# Il fuorilegge (film 1942)
Il fuorilegge (This Gun for Hire) è un film del 1942 diretto da Frank Tuttle.

## Trama
Raven, killer a pagamento, viene assoldato da Willard Gates per uccidere un certo Baker e sottrargli dei documenti. Dopo averlo sfruttato, Gates lo paga con banconote segnate in modo che la polizia possa catturarlo.
Mentre lo inseguono per arrestarlo, Raven riesce a scappare giurando di vendicarsi e incontra Ellen Graham, un'artista di night club che in realtà è la fidanzata di un poliziotto, Michael Crane, e un'agente del controspionaggio. La ragazza lavora per il governo che cerca di smascherare Alvin Brewster, mandante di Gates e presidente di un'importante industria chimica, che lavora in realtà per i giapponesi.
Ellen cerca di salvare Raven e di convincerlo a collaborare con la giustizia per smascherare i veri criminali. Accortosi di essere stato tradito, Raven uccide i traditori ma viene a sua volta abbattuto dalla polizia.

## Produzione
Il film si basa su Una pistola in vendita, romanzo di Graham Greene di cui la Paramount deteneva i diritti. Nel romanzo, il protagonista Raven (in inglese: corvo) presenta un'evidente cicatrice, dovuta alla maldestra sutura di un labbro leporino. La presenza di questo connotato così vistoso condiziona la psicologia del personaggio, descritto come un criminale spietato e repellente.
La Paramount, che deteneva i diritti del romanzo, decise di eliminare questo particolare per poter lanciare come protagonista Alan Ladd, un attore dai tratti delicati e dal fisico minuto, fino a quel momento impiegato in ruoli di secondo piano, tra cui una breve apparizione in Quarto potere. Nel 1942 gli attori più celebri erano impegnati al fronte e l'unico disponibile era Robert Preston. Tuttavia il regista Tuttle, quando conobbe Ladd, ebbe subito l'idea di ingaggiarlo come protagonista e di destinare a Preston il ruolo più convenzionale del poliziotto, anche se quest'ultimo era stato scritturato con una paga più alta e il primo nome sul cartellone. Invece a Ladd venne fatto firmare un contratto che prevedeva soli 300 dollari alla settimana e il nome al quarto posto, ma il film ne determinò l'improvvisa popolarità.
Anche la storia subì qualche modifica in fase di sceneggiatura: l'azione fu spostata dall'Inghilterra agli Stati Uniti e, poiché si era in guerra, fu introdotto il riferimento ai giapponesi, in quel momento nemici.
Protagonista femminile era Veronica Lake, la cui carriera cominciava ad essere in bilico a causa dei suoi disturbi caratteriali. Ladd si mostrò sempre protettivo nei confronti dell'attrice e ne parlò sempre con rispetto nonostante i problemi che a poco più di trent'anni la portarono a ridursi in miseria, dimenticata da tutti.
Veronica Lake e Alan Ladd erano stati abbinati quasi casualmente, solo per un problema di riprese: Veronica era alta solo 1.51 m e l'unico attore disponibile in grado di non farla sfigurare era appunto Alan Ladd, alto solo 1.65. Dopo Il fuorilegge, la Paramount sfruttò il successo della coppia, facendola diventare un'alternativa alla celebre coppia della Warner formata da Humphrey Bogart e Lauren Bacall e produsse in seguito altri tre film in cui recitavano insieme.
Quando il film venne proiettato nelle sale, il pubblico ne decretò il successo commerciale, pur rimanendo colpito dalla violenza delle scene e dei contenuti. Fu indovinata anche la scelta dei comprimari come Laird Cregar, un venticinquenne dalla corporatura massiccia che interpretava un personaggio con il doppio della sua età. Cregar morì a distanza di soli due anni in seguito a un disperato tentativo di cura dimagrante.

## Remake
De Il fuorilegge sono stati successivamente realizzati due remake: Scorciatoia per l'inferno (Shortcut to Hell) nel 1957 per la regia di James Cagney e nel 1991 Affittasi killer (This Gun for Hire), film per la televisione con protagonista Robert Wagner.
In Italia, sempre dal romanzo di Graham Greene, nel 1971 fu invece realizzato uno sceneggiato televisivo di grande successo, che prendeva lo stesso titolo del romanzo (Una pistola in vendita) e aveva come protagonista Corrado Pani.